# 고노미야촌
고노미야촌(国府宮村)은 일본 아이치현 나카시마군에 설치되었던 촌이다. 현재의 이나자와시의 중앙부에 해당한다.